# Ondagranda
Ondagranda è un album in studio del rapper italiano Dargen D'Amico e del musicista italiano Emiliano Pepe, pubblicato il 31 maggio 2019 dalla Giada Mesi.

## Tracce
Testi e musiche di Jacopo Matteo Luca D'Amico ed Emiliano Pepe.
1. Dormi? – 4:02
2. Perché non sali un attimo? – 3:39
3. Sposami (scusami) – 2:24
4. Canzone sensibile – 3:32
5. Anche secondo me – 3:51
6. Teppista! – 2:37
7. Siamo sexy sexy – 3:04
8. A Copacabana – 3:50
9. Fotoshop – 5:08
10. Lo preferisco vaginale – 2:41
11. Ondagranda è il saluto che fa stare bene – 2:10